# 윤지연 (1986년)
윤지연(尹智姸, 1986년 10월 10일 ~ )은 대한민국의 방송인이다.
종교는 천주교(세례명: 메히틸다)이다.

## 이력
2011년 7월, 한국경제TV MC로 첫 입문했다.

## 학력
- 연세대학교 건축공학과 학사
- 서울대학교 대학원 공학석사

## 경력
- 2012년: 한국경제TV 부동산 앵커
- 2013년: 교통방송 MC
- 2015년: KBS2 연예가중계 리포터

## 진행

### 텔레비전
- 2011년: 한국경제TV 《여의도 24시, 증시포차》
- 2012년: 교통방송 《이브닝 와이드》
- 2014년: 한국경제TV 《부동산 황금열쇠》,《부동산현장》,《부동산 핫라인》
- 2015년 ~ 2019년 : KBS2 《연예가중계》리포터 (2015년 1월 3일 ~ 2019년 11월 29일)
- 2015년: KBS1 《TV쇼 진품명품》쇼감정단 출연
- 2015년: KBS2 《1 대 100》 100인 참가자(44번 도전자) (7월 21일 397회 의사 오한진,배우 윤보라 편)
- 2015년: SKY A&C 《조영남 길에서 미술을 만나다》
- 2015년: 홈스토리 《싱글생활백서》
- 2016년: 국방TV 《토크멘터리 전쟁사》
- 2019년 : KBS1 《아침마당》출연 (8월 5일 8427회 월요토크쇼 명물허전 <"만능 리포터" - 산전수전 공중전, 리포터 열전>)